# Комсомольська (станція метро, Сокольницька лінія)
55°46′34″ пн. ш. 37°39′32″ сх. д. / 55.77611° пн. ш. 37.65889° сх. д.
«Комсомольська» (рос. Комсомольская) — станція Сокольницької лінії Московського метрополітену, . Відкрита 15 травня 1935. Розташована між станціями «Красносільска» і «Красні Ворота», на території Красносільського району Центрального адміністративного округу Москви.

## Історія і походження назви
Станція відкрита у складі першої пускової черги Московського метрополітену — «Сокольники» — «Парк культури» з відгалуженням «Охотний ряд» — «Смоленська». Названа за розташованою поруч Комсомольською площею (колишньою Каланчевською).
З 30 січня 1952, сполучена пересадкою з однойменною станцією Кільцевої лінії.
15 березня 1941, станція відзначена Сталінською премією 1-го ступеня.

## Вестибюлі і пересадки
Станція має два наземні вестибюлі. Один з них розташований у будівлі Казанського вокзалу. Інший же (відкритий у 1952), суміщений з вестибюлем станції «Комсомольська» Кільцевої лінії, виходить на Комсомольську площу, і розміщений між будівлями Ярославського і Ленінградського вокзалів. На середину 2010-х через вкрай високий пасажиропотік вестибюль працює тільки для виходу пасажирів. Для входу переобладнаний підземний перехід, так як вестибюль станції не справлявся з величезним пасажиропотоком.
Вестибюль в будівлі Казанського вокзалу пов'язаний з торцем станції сходовими маршами, вестибюль між Ярославським і Ленінградським вокзалами має ескалатори.
Зі станції можливі пересадки:
- станції метро «Комсомольська» Кільцевої лінії
- До залізничних станцій:
  -   Площа трьох вокзалів
  - Москва-Пасажирська-Казанська
  - Москва-Пасажирська-Ярославська
  - Москва-Пасажирська
- Автобусів: 40, с633, т14, т41, н15;
- Трамваїв: 7, 13, 37, 50

## Технічна характеристика
Конструкція станції — колонна трипрогінна мілкого закладення (глибина закладення — 8 м) з однією острівною прямою платформою. На станції 23 колони. Крок колон — 7 м. Станція має незвичайну конструкцію: так як на станції спочатку передбачався великий пасажиропотік, уздовж всього залу над коліями споруджені пішохідні галереї для рівномірного розподілу пасажирів. 

## Оздоблення
Колійні стіни оздоблені світло-жовтою керамічною плиткою. Підлогу викладено сірим і червоним гранітом, а підлогу пішохідних галерей-балконів над коліями — керамічною плиткою (спочатку покриття було асфальтовим). Квадратні в перерізі колони оздоблені золотаво-жовтим мармуром «чоргунь». Капітелі колон прикрашені бронзовою емблемою Комуністичного Інтернаціоналу Молоді (КІМ), підкреслює внесок комсомольців 1930-х років в будівництво метрополітену. Стіни балконних галерей покриті мармуром «газган», колони на балконах — прохоров-баландінським мармуром. Для оздоблення станції вперше у метрополітені були застосовані панно з майоліковою плиткою, що віддзеркалюють героїку праці комсомольців-метробудівців («Метробудівці», художник Є. Є. Лансере).

## Колійний розвиток

Колійний розвиток станції «Комсомольська»

Станція з колійним розвитком — 6 стрілочних переводів, перехресний з'їзд і 2 станційні колії для обороту та відстою рухомого складу. 3-я станційна колія переходить у ССГ до електродепо ТЧ-1 «Північне».